# Dzioborożec modrokoralowy
Dzioborożec modrokoralowy (Ceratogymna atrata) – gatunek dużego ptaka z rodziny dzioborożców (Bucerotidae). Zamieszkuje zachodnią i środkową Afrykę. Nie jest zagrożony wyginięciem.

## Taksonomia
Takson ten został po raz pierwszy opisany przez holenderskiego zoologa Coenraada Jacoba Temmincka w 1835 roku. Holotyp pochodził z Aszanti w Ghanie. Autor nadał nowemu gatunkowi nazwę Buceros atratus. Obecnie gatunek ten umieszczany jest w rodzaju Ceratogymna wraz z dzioborożcem niebieskolicym. Nie wyróżnia się podgatunków.

## Morfologia
Długość ciała ok. 76–80 cm z ogonem, rozpiętość skrzydeł do 150 cm. Masa ciała do 1,2 kg.
Upierzenie czarne razem z nogami poza sterówkami, które są na końcu białe. Na dziobie występuje wielka narośl, zwana kaskiem. Niebieska obrączka oczna, a na gardle niebieski płat skóry. U dzioborożca modrokoralowego występuje wyraźny dymorfizm płciowy, samicę łatwo można odróżnić po brązowej głowie.

## Zasięg występowania
Dzioborożec modrokoralowy występuje od Sierra Leone do Togo oraz od południowej Nigerii po południowy Sudan Południowy, centralną Demokratyczną Republikę Konga i Angolę; występuje też na wyspie Bioko.

## Ekologia i zachowanie

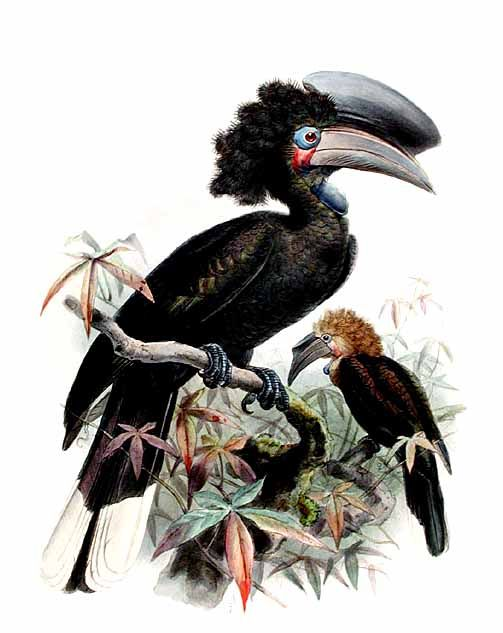
Dzioborożce modrokoralowe na XIX-wiecznej rycinie

BiotopZasiedla głównie palmowe lasy deszczowe. Często widywany na plantacjach owoców.
ZachowaniePtaki te są bardzo terytorialne. Żyją w grupach złożonych z rodziców i podlotów. Odgłosy pary są słyszalne nawet z 2 km. Szum skrzydeł w locie pomaga parze komunikować się między sobą.
RozródPodobnie jak w przypadku innych dzioborożców w okresie godowym para zakleja gliną i odchodami otwór w dziupli w spróchniałym pniu na wysokości około 20 m Samica wysiaduje 2 białe, średniej wielkości jaja. Gdy maluchy zdolne są do lotu, samiec rozkuwa barierę z odchodów i gliny i rodzina może się poznać z ojcem.
PożywienieW przeciwieństwie do innych afrykańskich dzioborożców jest on w większości roślinożerny. Pokarmu szuka na drzewach, lecz czasem na ziemi. Na ziemi szukając pokarmu podskakuje. Szczególnie upodobał sobie owoce i nasiona olejowca gwinejskiego, lecz zauważono także, że ten olbrzymi dzioborożec zakrada się do gniazd Ploceus cucullatus i wyjada jego pisklęta. Chętnie zjada duże bezkręgowce i jaszczurki.

## Status
W Czerwonej księdze gatunków zagrożonych Międzynarodowej Unii Ochrony Przyrody dzioborożec modrokoralowy klasyfikowany jest jako gatunek najmniejszej troski (LC – Least Concern) nieprzerwanie od 1988 roku. Liczebność światowej populacji nie została oszacowana, ale ptak ten opisywany jest jako lokalnie pospolity. Globalny trend liczebności populacji uznawany jest za spadkowy ze względu na niszczenie i fragmentację siedlisk tego ptaka oraz polowania.